# Ан Віктор
Віктор Ан (рос. Виктор Ан; до грудня 2011 року — Ан Хьон Су (кор. 안현수); 23 листопада 1985, Сеул, Республіка Корея) — південнокорейський шорт-трековик, до грудня 2011 року представляв свою батьківщину, а потім перекуплений Росією, поміняв ім'я на «Віктор» і став представляти російський спорт; шестиразовий олімпійський чемпіон, п'ятиразовий абсолютний чемпіон світу (2003—2007), дворазовий володар Кубка світу. Ексрекордсмен світу на дистанціях 1000, 1500 і 3000 метрів. Дворазовий чемпіон Росії.

## Біографія
Свої перші нагороди на чемпіонаті світу Ан виграв ще у 2002 році в Монреалі у віці 16 років. Брав участь у Олімпійських іграх 2002 року, але повернувся звідти без нагород (4-е місце на дистанції 1000 м). Всього на чемпіонатах світу виграв більше 30 медалей, з яких 20 — золоті (у тому числі 5 поспіль титулів абсолютного чемпіона світу). Володар 5 золотих медалей зимових Азіатських ігор (2003 і 2007), триразовий чемпіон зимової Універсіади 2005 року. На Олімпійських іграх 2006 року в Турині Ан став одним з головних героїв усієї Олімпіади — лише йому, німецькому біатлоністові Міхаель Грайсу та юній корейській шорт-трекістці Чин Сун Ю вдалося виграти 3 золота. При цьому Ан єдиний з них виграв ще й бронзу.
Після отриманої на початку 2008 року серйозної травми коліна пропустив всі найбільші старти в 2008—2009 роках. Намагався відібратися до збірної Кореї на Олімпійські ігри 2010 року, але не зумів зробити цього.
15 серпня 2011 Союз ковзанярів Росії повідомив, що спільно з міністерством спорту РФ вони звернулися до Комісії з питань громадянства при президенті РФ про надання російського громадянства Ан Хьон Су. Як повідомлялося, Ан тренувався зі збірною Росії з червня 2011 року, почав вивчати російську мову і збирався переїхати до Росії на постійне місце проживання.
26 грудня 2011 Президент Росії Дмитро Медведєв підписав указ про видачу Ан Хьон Су громадянства Росії. При зміні громадянства ковзаняр взяв собі ім'я Віктор Ан. Свій вибір імені Ан пояснив трьома причинами:
По-перше, ім'я Віктор пов'язано зі словом «Вікторія», що означає «перемога». Виходить символічно, я хочу, щоб це ім'я принесло мені успіх. По-друге, я знаю ще одного корейця на ім'я Віктор, який дуже популярний в Росії та добре відомий в Кореї — це Віктор Цой. Я хотів би стати настільки ж знаменитим в Росії. І по-третє, мені сказали, що Віктор для російськомовних людей — ім'я легке та швидко запам'ятовується.
На змаганнях Ан представляє Москву, де і проживає. Отримавши російське громадянство, Ан став єдиним у Росії триразовим чемпіоном зимових Олімпійських ігор, які продовжують свою кар'єру.

## Збірна Росії
У березні 2012 на чемпіонаті Росії з шорт-треку виграв дистанції 1000 і 3000 м, а також став другим на дистанції 1500 м.
21 жовтня 2012 року на першому етапі Кубка світу 2012/2013 здобув перемогу на дистанції 1000 м, першу після травми та зміни громадянства. Потім переміг на етапах Кубка світу в Нагої (1000 м) та Шанхаї (1500 м).
На чемпіонаті світу 2013 року в Дебрецені Ан виграв срібло на дистанції 500 метрів, а також став другим у складі збірної Росії в естафеті. В абсолютній першості Віктор посів шосте місце.
Віктор Ан виступає за збірну Росії на Олімпійських іграх 2014 року в Сочі: на дистанції 1500 м він став бронзовим призером.

## Повний список нагород
- Зимові Олімпійські ігри
  -  Золота медаль на 1500 м зимових Олімпійських Ігор 2006 року в Турині
  -  Золота медаль на 1000 м зимових Олімпійських Ігор 2006 року в Турині
  -  Золота медаль в естафеті 5000 м зимових Олімпійських Ігор 2006 року в Турині
  -  Золота медаль на 500 м зимових Олімпійських Ігор 2014 року в Сочі
  -  Золота медаль на 1000 м зимових Олімпійських Ігор 2014 року в Сочі
  -  Золота медаль в естафеті 5000 м зимових Олімпійських Ігор 2014 року в Сочі
  -  Бронзова медаль на 500 м зимових Олімпійських Ігор 2006 року в Турині
  -  Бронзова медаль на 1500 м зимових Олімпійських Ігор 2014 року в Сочі

- Чемпіонат світу
  -  Золота медаль у загальному заліку в 2003
  -  Золота медаль на 1500 м в 2003
  -  Золота медаль на 3000 м в 2003
  -  Золота медаль в естафеті 5000 м в 2003
  -  Золота медаль у загальному заліку в 2004
  -  Золота медаль на 1000 м в 2004
  -  Золота медаль на 1500 м в 2004
  -  Золота медаль на 3000 м в 2004
  -  Золота медаль в естафеті 5000 м в 2004
  -  Золота медаль у загальному заліку в 2005
  -  Золота медаль на 1500 м в 2005
  -  Срібна медаль у загальному заліку в 2002
  -  Срібна медаль на 1000 м в 2002
  -  Срібна медаль на 3000 м в 2002
  -  Срібна медаль на 1000 м в 2003
  -  Срібна медаль на 1000 м в 2005
  -  Срібна медаль на 3000 м в 2005
  -  Срібна медаль в естафеті 5000 м в 2005
  -  Срібна медаль на 500 м в 2013
  -  Срібна медаль в естафеті 5000 м в 2013
  -  Бронзова медаль на 500 м в 2005
  -  Бронзова медаль на 1500 м в 2007
  -  Бронзова медаль на 500 м в 2007
- Чемпіонат Європи
  -  Золота медаль в естафеті 5000 м в 2013
  -  Срібна медаль на 1000 м в 2013
  -  Бронзова медаль на 500 м в 2013
  -  Золота медаль на 500 м в 2014
  -  Золота медаль на 1000 м в 2014
  -  Золота медаль на 3000 м в 2014
  -  Золота медаль в естафеті 5000 м в 2014
- Чемпіонат світу серед юніорів
  -  Золота медаль у загальному заліку в 2002
  -  Золота медаль на 1000 м в 2002
  -  Золота медаль на 1500 м в 2002
- Кубок світу
- * Переможець Кубка світу 2004 і 2006